# Miu Miu
Miu Miu är ett lyxvarumärke inom modeindustrin sprunget ur Prada år 1992. Initiativet till Miu Miu togs av Pradas huvudansvariga, Miuccia Prada. 
Miu Miu kan sägas vara ett "lillasyster"-märke till Prada som fokuserar mer på ungdomligt mode. Högsta kvalitet, stilrenhet och moderiktighet kännetecknar produkterna, som sträcker sig från allt till kläder och skor till exklusiva handväskor och glasögon. 
Märket Miu Miu är helägt av Prada gruppen som också äger flera andra varumärken såsom Luna Rossa, Car Shoes med flera.